# كارينا إيفانز
كارينا إيفانز (بالإنجليزية: Karena Evans)‏، هي مخرجة و ممثلة كندية، ولدت في 17 ديسمبر 1995 في تورنتو.

## روابط خارجية
- karenaevans.com
- كارينا إيفانز على موقع IMDb (الإنجليزية)
- كارينا إيفانز على موقع ميتاكريتيك (الإنجليزية)
- كارينا إيفانز على موقع روتن توميتوز (الإنجليزية)
- كارينا إيفانز على موقع قاعدة بيانات الأفلام العربية
- كارينا إيفانز على موقع ألو سيني (الفرنسية)
- كارينا إيفانز على موقع ميوزك برينز (الإنجليزية)
- كارينا إيفانز على موقع أول موفي (الإنجليزية)
- كارينا إيفانز على موقع قاعدة بيانات الفيلم (الإنجليزية)
- كارينا إيفانز على موقع ليتربوكسد (الإنجليزية)
- كارينا إيفانز على موقع كينوبويسك (الروسية)